# شهرستان لی (کارولینای شمالی)
شهرستان لی، کارولینای شمالی (به انگلیسی: Lee County, North Carolina) یک سکونتگاه مسکونی در ایالات متحده آمریکا است که در کارولینای شمالی واقع شده‌ است.

## خصوصیات
شهرستان لی ۶۷۰٫۸۱ کیلومترمربع مساحت دارد.